# Кара-Суу
Кара́-Су́у (кирг. Кара-Суу, также Кара-Су, Кара-су, Карасу) — город в Кыргызстане, административный центр Кара-Сууйского района Ошской области.

## География
Кара-Суу расположен в 18 км севернее города Ош. Расстояние по автодороге до столицы Кыргызстана Бишкека — 650 км, до ближайшего аэропорта в городе Ош — 15 км.
Киргизско-узбекская граница в районе города проходит большей частью по каналу, отделяющему Кара-Суу от узбекского городка Карасу.
Через город Кара-Суу раньше проходила межрегиональная транспортная автодорога Ош — (Советабад) — Джалал-Абад — Бишкек (сейчас это сообщение осуществляется в объезд узбекской территории через Узген). Работает железная дорога Джалал-Абад — Андижан (Узбекистан).

## Климат
| Показатель                        | Янв. | Фев. | Март | Апр. | Май  | Июнь | Июль | Авг. | Сен. | Окт. | Нояб. | Дек. | Год  |
| --------------------------------- | ---- | ---- | ---- | ---- | ---- | ---- | ---- | ---- | ---- | ---- | ----- | ---- | ---- |
| Средний суточный максимум, °C     | 3,3  | 4,8  | 13,5 | 20,1 | 25,6 | 30,5 | 32,5 | 31,4 | 27,2 | 19,5 | 11,1  | 4,9  | 18,7 |
| Средняя температура, °C           | −1   | 0,8  | 8,5  | 14,5 | 19,3 | 23,4 | 25,4 | 24,1 | 20,1 | 13,2 | 6,2   | 0,9  | 13,0 |
| Средний суточный минимум, °C      | −5,2 | −3,2 | 3,6  | 8,9  | 12,9 | 16,2 | 18,2 | 16,9 | 12,9 | 6,9  | 1,2   | −3,2 | 7,2  |
| Источник: www.weatheronline.co.uk |      |      |      |      |      |      |      |      |      |      |       |      |      |

## Экономика
Основой экономики города в настоящее время является Кара-Сууский оптово-розничный рынок, обслуживающий покупателей всего южного Кыргызстана и примыкающих областей Узбекистана и Таджикистана.
Основные поставки товара на рынок идут напрямую из Китая, есть также товарооборот с рынком Дордой из Бишкека. Кроме местных торговцев, на рынке также работают граждане КНР и Узбекистана.
В городе действуют промышленные предприятия, хотя выпуск их продукции незначителен, и, в основном, направлен на обслуживание местных нужд:
- АО «Ак-Алтын» (хлопкоочистительный завод);
- АО «Аска» (маслоэкстракционный завод);
- ГАО «Дан-Азык» (комбинат хлебопродуктов);
- ОсОО «Буудай-Нан» (комбинат хлебопродуктов);
- АО «Улук-Нан» (хлебзавод);
- АО «Авторемзавод» (завод по выпуску инструментов для ремонта автомобильных двигателей);
- АО «Сельхозтехника».

## Население
| Национальность | численность | доля     |
| -------------- | ----------- | -------- |
| Киргизы        | 16 488      | 72,77 %  |
| Узбеки         | 5038        | 22,06 %  |
| Таджики        | 333         | 1,55 %   |
| Уйгуры         | 272         | 1,27 %   |
| Русские        | 234         | 1,09 %   |
| Казахи         | 123         | 0,57 %   |
| Азербайджанцы  | 69          | 0,32 %   |
| Дунгане        | 31          | 0,14 %   |
| Турки          | 28          | 0,13 %   |
| Украинцы       | 16          | 0,07 %   |
| Корейцы        | 8           | 0,04 %   |
| Армяне         | 3           | 0,01 %   |
| Чеченцы        | 2           | 0,01 %   |
| Белорусы       | 1           | 0,00 %   |
| Евреи          | 1           | 0,00 %   |
| другие народы  | 122         | 0,57 %   |
| ВСЕГО:         | 22 769      | 100,00 % |

| Год  | Численность | Численность |
| ---- | ----------- | ----------- |
| 1939 | 6848        | [ 3 ]       |
| 1959 | 12 254      | [ 4 ]       |
| 1970 | 16 133      | [ 5 ]       |
| 1979 | 19 476      | [ 6 ]       |
| 1989 | 18 914      | [ 7 ]       |
| 1999 | 19 143      | [ 8 ]       |
| 2009 | 20 862      | [ 9 ]       |

По состоянию на 2012 год, население города составляло 22 900 человек.

## Достопримечательности
- Центр изучения Священного Корана
- Мечеть Имам Аль-Бухари
- Мечеть Имам Ас-Сарахсий

## Известные люди
- Шейх Алауддин Мансур— имам, исламский учёный и переводчик.

## Образование
В городе функционируют 3 детских сада, 10 средних школ, 1 гимназия-интернат и 1 музыкальная школа. Уровень грамотности среди взрослого населения составляет 97 %.

## Спорт (футбол)
В городе базируется футбольный клуб «Жаштык-Ак-Алтын» — чемпион Кыргызстана 2003 года, 2-кратный серебряный призёр (2001 и 2002) и 5-кратный бронзовый призёр (1999, 2004—2007).
Клуб 7 раз выходил в финал Кубка Кыргызстана (2001—2006 и 2008) и все 7 раз уступал: сначала трижды подряд — СКА-ПВО и ещё четырежды — «Дордой-Динамо». В настоящее время он выступает в одной из зон Второй лиги.

## Города-побратимы
- Карасу, Турция (10 декабрь 2020 года)